# پاتریشا آرکت
پاتریشا آرکت (انگلیسی: Patricia Arquette؛ زاده ۸ آوریل ۱۹۶۸) هنرپیشه سینما و تلویزیون اهل ایالات متحده آمریکا است.

## زندگی خصوصی
آرکت، همسر سابق نیکلاس کیج بود.

## انتقاد از دونالد ترامپ
وی که در سال ۲۰۲۰ برنده جایزه بازیگر زن نقش مکمل در تلویزیون گلدن گلوب شده بود در سخنرانی خود بعد از دریافت جایزه، از تهدید دونالد ترامپ علیه ایران انتقاد کرد.

## فیلمشناسی

### سینمایی
| سال  | عنوان                                | نقش                           | توضیحات           |
| ---- | ------------------------------------ | ----------------------------- | ----------------- |
| ۱۹۸۷ | کابوس در خیابان الم ۳: جنگجویان رؤیا | کریستن پارکر                  |                   |
| ۱۹۸۷ | باهوش زیبا                           | زیرو                          |                   |
| ۱۹۸۸ | تایم اوت                             | لوسی                          |                   |
| ۱۹۸۸ | شمال دور                             | جیلی                          |                   |
| ۱۹۸۹ | عمو باک                              | صداهای اضافی                  |                   |
| ۱۹۹۰ | دعا برای رولربویز                    | کیسی                          |                   |
| ۱۹۹۱ | دونده هندی                           | دوروتی                        |                   |
| ۱۹۹۲ | درون مانکی زترلند                    | گریس                          |                   |
| ۱۹۹۳ | مشکل محدودیت                         | کیت کالیفانو                  |                   |
| ۱۹۹۳ | اتان فروم                            | متی سیلور                     |                   |
| ۱۹۹۳ | داستان عاشقانه واقعی                 | آلباما ویتمن                  |                   |
| ۱۹۹۴ | ازدواج مقدس                          | هاوانا                        |                   |
| ۱۹۹۴ | اد وود                               | کتی اوهارا                    |                   |
| ۱۹۹۵ | فراسوی رانگون                        | لائورا بائومن                 |                   |
| ۱۹۹۶ | لاس زدن با فاجعه                     | نانسی کوپلین                  |                   |
| ۱۹۹۶ | بی‌نهایت                              | آرلین گرینبائوم               |                   |
| ۱۹۹۶ | مأمور مخفی                           | وینی                          |                   |
| ۱۹۹۷ | بزرگراه گمشده                        | رنی مدیسون / آلیس ویکفیلد     |                   |
| ۱۹۹۷ | نگهبان شب                            | کاترین                        |                   |
| ۱۹۹۸ | خداحافظ عاشق                         | سارا دانمور                   |                   |
| ۱۹۹۸ | سرزمین ناهموار                       | مونا بیرک                     |                   |
| ۱۹۹۹ | استیگماتا                            | فرانکی پیج                    |                   |
| ۱۹۹۹ | احیای مردگان                         | مری بروک                      |                   |
| ۲۰۰۰ | نیکی کوچک                            | والری وران                    |                   |
| ۲۰۰۱ | ذات آدمی                             | Lila Jute                     |                   |
| ۲۰۰۱ | بانو و ولگرد ۲: ماجراجویی اسکمپ      | بیور (صدا)                    |                   |
| ۲۰۰۲ | نشان                                 | اسکارلت                       |                   |
| ۲۰۰۳ | عمیق تر از عمیق                      | لیندا لاولیس                  |                   |
| ۲۰۰۳ | حفره‌ها                               | خانم کاترین "کیسین کیت" بارلو |                   |
| ۲۰۰۳ | کوتاهی پا مشکلی نیست                 | لویس                          |                   |
| ۲۰۰۶ | ملت غذای آماده                       | سیندی                         |                   |
| ۲۰۰۸ | یک زن مجرد                           | راوی                          |                   |
| ۲۰۱۲ | دختر در حال پیشرفت                   | خانم آرمسترانگ                |                   |
| ۲۰۱۲ | نگاهی به درون ذهن چارلز سوان سوم     | ایزی                          |                   |
| ۲۰۱۳ | ویجی و من                            | جولیا                         |                   |
| ۲۰۱۳ | سرسره برقی                           | تینا                          |                   |
| ۲۰۱۴ | پسرانگی                              | اولیویا ایوانز                |                   |
| ۲۰۱۵ | جنون                                 | رز                            |                   |
| ۲۰۱۶ | برابر یعنی برابر                     |                               | مدیر اجرایی تولید |
| ۲۰۱۷ | دائمی                                | جین دیکسون                    |                   |
| ۲۰۱۹ | داستان اسباب‌بازی ۴                   | مادر هارمونی (صدا)            |                   |
| ۲۰۱۹ | غیرتی بودن                           | جیلین لیبرمن                  | تهیه‌کننده اجرایی  |

### تلویزیونی
| سال       | عنوان                                | نقش                                | توضیحات                                                                 |
| --------- | ------------------------------------ | ---------------------------------- | ----------------------------------------------------------------------- |
| ۱۹۸۷      | ددی                                  | استیسی                             | تله‌فیلم                                                                 |
| ۱۹۸۹      | دی اج                                | زن قربانی تجاوز                    | تله‌فیلم                                                                 |
| ۱۹۹۰      | سی بی اس تعطیلات مدرسه ویژه          | دانا مک کالیستر                    | قسمت: "دختری با برادر دیوانه"                                           |
| ۱۹۹۰      | سی و یک چیز                          | استفانی                            | قسمت: "سکس خوب، مقداری سکس، چی سکس، بدون سکس"                           |
| ۱۹۹۰      | بیگانگان (مجموعه تلویزیونی آمریکایی) | روندا سو                           | قسمت: "کلاب لک لک"                                                      |
| ۱۹۹۰      | قصه‌هایی از سردابه                    | مری جو                             | قسمت: "مثلث چهار ضلعی"                                                  |
| ۱۹۹۱      | دیلینجر                              | پولی همیلتون                       | تله‌فیلم                                                                 |
| ۱۹۹۱      | گل وحشی                              | آلیس گاتری                         | تله‌فیلم                                                                 |
| ۱۹۹۴      | عشق به وسیله خیانت                   | دیانا                              | تله‌فیلم                                                                 |
| ۲۰۰۵–۲۰۱۱ | متوسط                                | آلیسون دوبوا                       | ۱۳۰ قسمت. کارگردان: "یک شخص مورد علاقه" (۵٫۰۳), "اولین نیش عمیق‌ترین است |
| ۲۰۱۲      | نظم و قانون: واحد قربانیان ویژه      | جینی کرنز                          | قسمت: "رویاها به تعویق افتاد"                                           |
| ۲۰۱۳–۲۰۱۴ | امپراتوری بوردواک                    | سالی ویت                           | ۱۰ قسمت                                                                 |
| ۲۰۱۴      | سی‌اس‌آی                               | مأمور ویژه / معاون مدیر آوری رایان | قسمت: "کیتی" قسمت: "پارادوکس دوگانه"                                    |
| ۲۰۱۵–۲۰۱۶ | سی اس آی: سایبر                      | مأمور ویژه / معاون مدیر آوری رایان | ۳۱ قسمت                                                                 |
| ۲۰۱۵      | خودمانی با ایمی شومر                 | خودش                               | قسمت: "آخرین روز لعنتی"                                                 |
| ۲۰۱۷      | امواج برای آب                        | خودش                               | مستند                                                                   |
| ۲۰۱۸      | فرار به دانمورا                      | جویس "تیلی" میچل                   | ۷ قسمت                                                                  |
| ۲۰۱۹      | تظاهر                                | دی دی بلانچارد                     | ۸ قسمت                                                                  |

### نماهنگ‌ها
| سال  | عنوان             | هنرمند | نقش          | منبع |
| ---- | ----------------- | ------ | ------------ | ---- |
| ۱۹۸۷ | «جنگجویان رویایی» | داکن   | کریستن پارکر |      |

## جوایز و نامزدی‌ها
| سال  | جایزه                                  | رده                                                                                        | تولید              | نتیجه    | منبع  |
| ---- | -------------------------------------- | ------------------------------------------------------------------------------------------ | ------------------ | -------- | ----- |
| ۱۹۹۳ | جایزه کیبل‌ای‌سی‌ئی                       | هنریپشه زن - در مینی‌سریال یا فیلم                                                          | گل وحشی            | برنده    | [ ۴ ] |
| ۱۹۹۴ | جایزه ساترن                            | بهترین هنرپیشه زن                                                                          | رمانس حقیقی        | نامزدشده | [ ۴ ] |
| ۱۹۹۴ | جایزه سینمایی و تلویزیونی ام‌تی‌وی       | بهترین بوسه                                                                                | رمانس حقیقی        | نامزدشده | [ ۴ ] |
| ۱۹۹۹ | جایزه میراث غربی                       | فیلم سینمایی تئاتر                                                                         | کشور هی-لو         | برنده    | [ ۴ ] |
| ۲۰۰۰ | جوایز بلاک باستر اینترتیمنت            | هنرپیشه زن موردعلاقه - ترسناک                                                              | استیگماتا          | نامزدشده | [ ۴ ] |
| ۲۰۰۱ | جایزه تمشک طلایی                       | بدترین هنرپیشه مکمل زن                                                                     | نیکی کوچولو        | نامزدشده | [ ۴ ] |
| ۲۰۰۵ | جایزه امی ساعات پربیننده               | هنرپیشه اصلی زن در یک مجموعه درام                                                          | متوسط              | برنده    | [ ۴ ] |
| ۲۰۰۵ | جایزه ستلایت                           | هنرپیشه زن در یک مجموعه، درام                                                              | متوسط              | نامزدشده | [ ۴ ] |
| ۲۰۰۶ | جایزه ساترن                            | بهترین هنرپیشه زن تلویزیونی                                                                | متوسط              | نامزدشده | [ ۴ ] |
| ۲۰۰۶ | جایزه گلدن گلوب                        | بهترین اجرا توسط یک بازیگر زن در یک مجموعه تلویزیونی - درام                                | متوسط              | نامزدشده | [ ۴ ] |
| ۲۰۰۶ | جایزه انجمن بازیگران فیلم              | اجرا توسط یک هنرپیشه زن در یک مجموعه درام                                                  | متوسط              | نامزدشده | [ ۴ ] |
| ۲۰۰۷ | جایزه ساترن                            | بهترین هنرپیشه زن در یک برنامه تلویزیونی                                                   | متوسط              | نامزدشده | [ ۴ ] |
| ۲۰۰۷ | جایزه انجمن بازیگران فیلم              | اجرا توسط یک هنرپیشه زن در یک مجموعه درام                                                  | متوسط              | نامزدشده | [ ۴ ] |
| ۲۰۰۷ | جایزه امی ساعات پربیننده               | هنرپیشه اصلی زن در یک مجموعه درام                                                          | متوسط              | نامزدشده | [ ۴ ] |
| ۲۰۰۷ | جوایز آیگور                            | —                                                                                          | خودش               | برنده    | [ ۴ ] |
| ۲۰۰۷ | جایزه گلدن گلوب                        | بهترین اجرا توسط یک بازیگر زن در یک مجموعه تلویزیونی - درام                                | متوسط              | نامزدشده | [ ۴ ] |
| ۲۰۰۸ | جوایز تی وی لند                        | شخصیت مورد علاقه از "سوی دیگر"                                                             | متوسط              | نامزدشده | [ ۴ ] |
| ۲۰۰۸ | جایزه گلدن گلوب                        | بهترین اجرا توسط یک بازیگر زن در یک مجموعه تلویزیونی - درام                                | متوسط              | نامزدشده | [ ۴ ] |
| ۲۰۱۰ | جایزه انجمن بازیگران فیلم              | اجرا توسط یک هنرپیشه زن در یک مجموعه درام                                                  | متوسط              | نامزدشده | [ ۴ ] |
| ۲۰۱۴ | جایزه انجمن بازیگران فیلم              | اجرا توسط یک گروه در یک مجموعه درام                                                        | امپراتوری بورد واک | نامزدشده | [ ۴ ] |
| ۲۰۱۵ | جایزه انجمن بازیگران فیلم              | جایزه انجمن بازیگران فیلم برای بهترین بازیگر نقش مکمل زن                                   | پسرانگی            | برنده    | [ ۴ ] |
| ۲۰۱۵ | جایزه گلدن گلوب                        | بهترین هنرپیشه مکمل زن - فیلم سینمایی                                                      | پسرانگی            | برنده    | [ ۴ ] |
| ۲۰۱۵ | جوایز فیلم بفتا                        | جایزه بفتای بهترین بازیگر نقش مکمل زن                                                      | پسرانگی            | برنده    | [ ۴ ] |
| ۲۰۱۵ | جایزه اسکار                            | جایزه اسکار بهترین بازیگر نقش مکمل زن                                                      | پسرانگی            | برنده    | [ ۴ ] |
| ۲۰۱۹ | هفتاد و ششمین مراسم گلدن گلوب          | جایزه گلدن گلوب بهترین بازیگر نقش زن برای سریال کوتاه یا فیلم تلویزیونی                    | فرار به دانمورا    | برنده    | [ ۴ ] |
| ۲۰۱۹ | جایزه تلویزیونی به انتخاب منتقدان      | بهترین هنرپیشه زن در یک مینی‌سریال یا فیلم تلویزیونی                                        | فرار به دانمورا    | برنده    | [ ۴ ] |
| ۲۰۱۹ | جوایز انجمن بازیگران فیلم              | جایزه انجمن بازیگران فیلم برای بهترین بازیگر نقش زن برای سریال کوتاه یا فیلم تلویزیونی     | فرار به دانمورا    | برنده    | [ ۴ ] |
| ۲۰۱۹ | سی و پنجمین دوره جوایز تی‌سی‌ای          | دستاورد انفرادی در درام                                                                    | فرار به دانمورا    | نامزدشده | [ ۴ ] |
| ۲۰۱۹ | هفتاد و یکمین جوایز امی ساعات پربیننده | جایزه امی ساعات پربیننده برای بهترین بازیگر زن در مجموعه تلویزیونی کوتاه یا فیلم تلویزیونی | فرار به دانمورا    | نامزدشده | [ ۴ ] |
| ۲۰۱۹ | هفتاد و یکمین جوایز امی ساعات پربیننده | بهترین هنرپیشه مکمل زن در یک مجموعه تلویزیونی کوتاه یا فیلم تلویزیونی                      | تظاهر              | برنده    | [ ۴ ] |
| ۲۰۲۰ | هفتاد و هفتمین مراسم گلدن گلوب         | بهترین هنرپیشه مکمل زن – در یک مجموعه تلویزیونی کوتاه یا فیلم تلویزیونی                    | تظاهر              | برنده    | [ ۴ ] |
| ۲۰۲۰ | جایزه تلویزیونی به انتخاب منتقدان      | بهترین هنرپیشه مکمل زن در یک مجموعه تلویزیونی کوتاه یا فیلم تلویزیونی                      | تظاهر              | نامزدشده | [ ۴ ] |
| ۲۰۲۰ | جوایز انجمن بازیگران فیلم              | جایزه انجمن بازیگران فیلم برای بهترین بازیگر نقش زن برای سریال کوتاه یا فیلم تلویزیونی     | تظاهر              | نامزدشده | [ ۴ ] |
| ۲۰۲۰ | جایزه ستلایت                           | بهترین هنریپشه مکمل زن - سریال، مینی‌سریال یا فیلم تلویزیونی                                | تظاهر              | نامزدشده | [ ۴ ] |